# Daniel Hodge (político)
Daniel Hodge (23 de octubre de 1959) es un político de Curazao que se desempeñó como tercer Primer ministro de Curazao . Fue juramentado el 31 de diciembre de 2012 por la gobernadora interina Adèle van der Pluijm-Vrede, en sustitución de Stanley Betrian, quien dirigió un gobierno interino en los últimos meses de 2012. El 27 de marzo de 2013, Hodge presentó la renuncia de su gabinete y continuó en calidad de demisionario hasta que se formó un nuevo gabinete el 7 de junio de 2013. Hodge solía ser director del Postspaarbank Curaçao. Hodge fue elegido nuevo líder del Partido Antia Restruktura (PAR) el 25 de junio de 2013, en sustitución de Emily de Jongh-Elhage, que dimitió a finales de 2012.